# 小米爾羅瑟湖

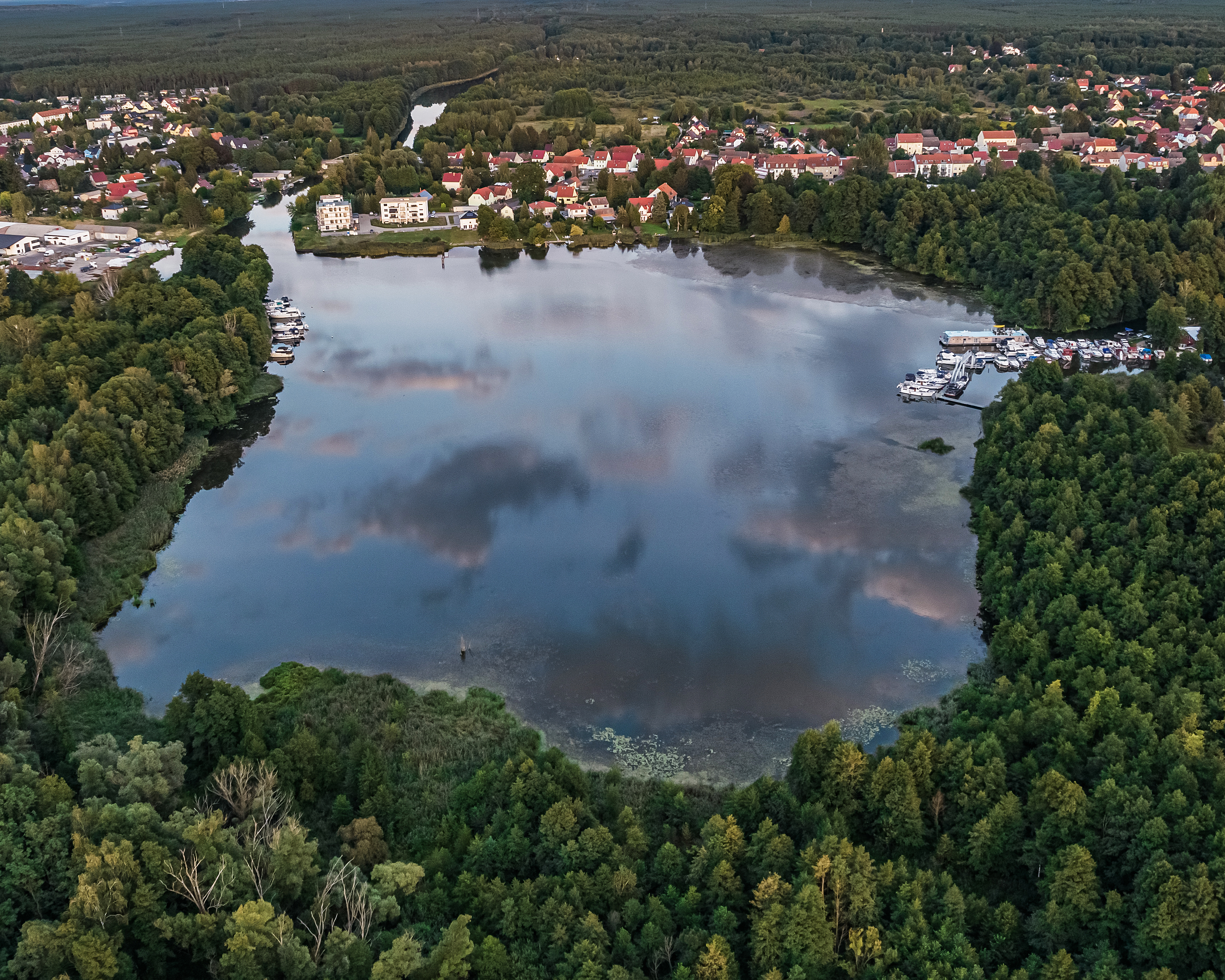

52°15′3″N 14°24′45″E / 52.25083°N 14.41250°E
小米爾羅瑟湖（德語：Kleiner Müllroser See），是德國的湖泊，位於該國西南部，由勃蘭登堡州負責管轄，處於奧得-施普雷縣，長0.5公里、寬0.4公里，面積0.13平方公里，海拔高度41米，最大水深2米。